# Edshults landskommun
Edshults landskommun var tidigare en kommun i Jönköpings län.

## Administrativ historik
När 1862 års kommunalförordningar trädde i kraft den 1 januari 1863 inrättades i Sverige cirka 2 400 landskommuner samt 89 städer och ett mindre antal köpingar.
Då inrättades i Edshults socken i Södra Vedbo härad i Småland denna kommun.
Vid kommunreformen 1952 uppgick denna landskommun i Höreda landskommun.
1971 uppgick sedan denna kommunen i den nybildade Eksjö kommun

## Politik

### Mandatfördelning i Edshults landskommun 1942-1946
| 3 | 5 | 9 |

| 17 |

| 1 | 10 | 6 |

| 17 |